# فابریس آوانگ
فابریس آوانگ (انگلیسی: Fabrice Awong؛ زادهٔ ۱۴ فوریهٔ ۱۹۹۱) بازیکن فوتبال اهل فرانسه است.
از باشگاه‌هایی که در آن بازی کرده‌است می‌توان به اشاره کرد.
وی همچنین در تیم ملی فوتبال گویان فرانسه بازی کرده‌است.